# Lindegren Orgelbyggeri AB
Lindegren Orgelbyggeri AB är ett svenskt företag som renoverar och tillverkar orglar. Det låg tidigare i Majorna i Göteborg, men har numera sitt säte i Fjärås. 

## Historia
Den så kallade Göteborgstraditionen inom orgelbyggandet har haft följande utveckling. 
- Mårten Bernhard Söderling (1768–1836) byggde orglar i Göteborg vid sidan av sin ordinarie syssla som inspektör.
- Sonen Johan Nikolaus Söderling (1802–1890) och dennes bröder utvidgade och fortsatte faderns verksamhet i firman J N, E & C Söderling.
- 1868 övertogs rörelsen av Salomon Molander (1833–1905) och dennes kompanjon Erik Gustaf Eriksson. Firmanamn: Molander & Eriksson.
- 1903 köptes firman av Eskil Lundén (1881–1945)

### Lindegren Orgelbyggeri
- 1918 övergick Lundén till en annan firma och Harald Lindegren (1887–1956), som arbetat i företaget från 1907, övertog verksamheten. Han kom att bygga omkring åttio orglar.
- 1956 övertog sonen Tore Lindegren (1927–2001) verksamheten som 1963 ombildades till aktiebolag.
- 1971 blev Tore Lindgrens son Leif Lindegren (född 1952) medarbetare i firman.

## Svenska kyrkor med orglar från företaget (urval)

### Orglar byggda av Harald Lindegren
| År   | Ursprunglig kyrka     | Stift | Bild | Manualer | Pedal        | Stämmor | Bevarad orgel/fasad | Övrigt |
| ---- | --------------------- | ----- | ---- | -------- | ------------ | ------- | ------------------- | --- |
| 1923 | Vä kyrka              | Lunds |      |          |              | 14      |                     | Orgeln flyttades till Melleruds kyrka. |
| 1930 | Gudmuntorps kyrka     | Lunds |      |          |              | 15      | Nej/Nej             | En ny orgel byggdes 1967 av A Mårtenssons Orgelfabrik AB, Lund. |
| 1930 | Dädesjö kyrka         | Växjö |      |          |              |         | Nej/Ja              | Fasaden som användes var från kyrkans första orgel byggd 1850 av Johan NIcolaus Söderling, Göteborg. 1942 utökades orgeln av Lindegren till 20 stämmor. En ny orgel byggdes 1985 av Tostareds Kyrkorgelfabrik, Tostared. |
| 1931 | Kviinge kyrka         | Lunds |      |          |              | 15      | Nej/Nej             | En ny orgel byggdes 1984 av J Künkels Orgelverkstad AB, Lund. |
| 1932 | Gryts kyrka           | Lunds |      |          |              | 11      | Nej/?               | En ny orgel byggdes 1982 av J Künkels Orgelverkstad AB, Lund. |
| 1932 | Dörarps kyrka         | Växjö |      | 2        | Självständig | 9       | Ja/Ja               | |
| 1934 | Östra Tommarps kyrka  | Lunds |      | 2        | Självständig | 17      | Ja/Ja               | |
| 1935 | Gislaveds kyrka       | Växjö |      |          |              | 17      | Nej/Nej             | En ny orgel byggdes 1980 av Olof Hammarberg, Göteborg. |
| 1937 | Järrestads kyrka      | Lunds |      | 2        | Självständig | 13      | Ja/Ja               | Fasaden är från 1870 års orgel. Byggd av Sven Fogelberg, Lund. |
| 1937 | Björketorps kyrka     |       |      |          |              |         |                     | |
| 1938 | Östra Nöbbelövs kyrka | Lunds |      | 2        | Självständig | 13      | Ja/Ja               | |
| 1938 | Gladsax kyrka         | Lunds |      | 2        | Självständig | 15      | Ja/Ja               | |
| 1939 | Fröjels kyrka         |       |      |          |              |         |                     | |
| 1940 | Dillnäs kyrka         |       |      |          |              |         |                     | |
| 1942 | Herråkra kyrka        | Växjö |      | 2        | Självständig | 10      | Ja/Ja               | |
| 1944 | Lekåsa kyrka          |       |      |          |              |         |                     | |

### Orglar byggda av Tore Lindegren
| År   | Ursprunglig kyrka             | Stift | Bild | Manualer | Pedal        | Stämmor | Bevarad orgel/fasad | Övrigt |
| ---- | ----------------------------- | ----- | ---- | -------- | ------------ | ------- | ------------------- | --- |
| 1954 | Bockara kapell                | Växjö |      |          |              |         | Ja (delvis)/Ja      | Orgeln omdisponerades 1983 av J Künkels Orgelverkstad AB, Lund.                                                                 |
| 1959 | Forsheda kyrka                | Växjö |      |          |              |         | Ja (delvis)/Ja      | Fasaden är från 1876 års orgel byggd av Carl Elfström, Ljungby. Orgeln omdisponerades 1974 av J Künkels Orgelverkstad AB, Lund. |
| 1962 | Ödskölts kyrka                |       |      |          |              |         |                     | |
| 1963 | Ljungby församlingshem        | Växjö |      | 1        | Bihängd      | 5       | Ja/Ja               | |
| 1964 | Limmareds kyrka               |       |      |          |              |         |                     | |
| 1964 | Tjärnö kyrka                  |       |      |          |              |         |                     | |
| 1965 | Ljungby kyrka, Kronobergs län | Växjö |      | 3        | Självständig | 29      | Ja/Ja               | Fasaden är delvis från kyrkans första orgel byggd 1873 av Carl Elfström, Ljungby.                                               |
| 1966 | Byttorpskyrkan                |       |      |          |              |         |                     | |
| 1966 | Brämaregårdens kyrka          |       |      |          |              |         |                     | |
| 1968 | Marbäcks kyrka, Västergötland |       |      |          |              |         |                     | |
| 1968 | Älvsåkers kyrka               |       |      |          |              |         |                     | |
| 1970 | Vänersborgs kyrka             |       |      |          |              |         |                     | |
| 1971 | Herrestads kyrka, Bohuslän    |       |      |          |              |         |                     | |
| 1976 | Marieholmskyrkan              |       |      |          |              |         |                     | |

#### Renoveringar och ombyggnationer
| År   | Ursprunglig kyrka   | Stift    | Bild | Manualer | Pedal        | Stämmor | Bevarad orgel/fasad | Övrigt |
| ---- | ------------------- | -------- | ---- | -------- | ------------ | ------- | ------------------- | --- |
| 1930 | Dädesjö kyrka       | Växjö    |      |          |              | 20      | Nej/Ja              | 1942 utökades orgeln av Lindegrens till 20 stämmor. Orgeln var byggd 1930 av Lindegrens Orgelbyggeri. Fasaden som användes var från kyrkans första orgel byggd 1850 av Johan Nicolaus Söderling, Göteborg. En ny orgel byggdes 1985 av Tostareds Kyrkorgelfabrik, Tostared. |
| 1954 | Vallsjö gamla kyrka | Växjö    |      | 1        | Självständig | 7       | Ja/Ja               | Orgeln renoverades och utökades 1954 av Lindegrens. Orgeln var byggd 1880 av Carl August Johansson, Hovmantorp. |
| 1960 | Kroppa kyrka        | Karlstad |      | 2        | 1            | 22      | Ja/Ja               | Ombyggnad av E. A. Setterquist & Sons orgel från 1901. Utökning från 15 stämmor till 22 stämmor. En blockflöjtsstämma blev tillagd vid ombyggnaden. |